# Marc Cerboni
Marc Yves Michel Cerboni (Nizza, 1955. október 20. – Saint-Étienne-de-Tinée, 1990. december 2.) olimpiai bronzérmes francia tőrvívó.